# Einstürzende Neubauten
Einstürzende Neubauten é uma banda alemã de música experimental fundada em 1980 no oeste de Berlim, uma das primeiras bandas de Industrial, seguindo os passos de Monte Cazazza. Einstürzende Neubauten significa "Novos Prédios Desabando" e um dos seus primeiros concertos foi no interior de uma igreja velha que demoliu durante o show.
Einstürzende Neubauten foi formado em abril de 1980 em Berlim, como parte do "Die Geniale Dilletanten" (anos depois Blixa Bargeld escreveria um livro junto a outros artistas com esse mesmo título em que explicitavam os ideais artísticos do grupo), um movimento "dadaísta" musical que tinha em comum a intenção de quebrar todas as convenções musicais e realizar uma verdadeira revolução conceitual na música. Além disso, o grupo ficou conhecido devido ao uso pouco ortodoxo de chapas de metal, britadeiras, metais de toda espécie como facas, serrotes, latas, ferramentas, eletrodomésticos, etc. como instrumentos musicais. Nas apresentações essa parafernália toda era destruída de maneira catártica pelos membros da banda, promovendo um efeito sonoro único, que aliado ao visual igualmente agressivo das performances conferia um resultado ainda mais provocador. Alguns críticos classificam o som da banda como industrial o que irrita principalmente Blixa para quem esse rótulo nada mais é do que um "reducionismo da mídia massificante" e que prefere que a sua música seja chamada apenas de "música contemporânea".

## Estilo
Musicalmente o E.N. tem procurado criar uma nova forma de “expressão musical urbana” com um som fisicamente intenso e orgiástico, ritmos tribais associados a um som ensurdecedor produzindo na platéia um estado quase hipnótico; combinado a sons processados digitalmente de ruídos e freqüências sonoras pré-gravadas. As letras são freqüentemente centradas em temas como o caos urbano (Kollaps), anticonsumismo, viagens lisérgicas (Zentrales Nervensystem), existencialismo, morte e estados psicológicos profundos e extremos como amor e depressão (Ein Stuhl in der Hoelle, traduzindo algo como, “uma cadeira no inferno”). Essa “nova forma musical” têm conquistado um público bastante eclético sendo a platéia do Einstürzende formada desde intelectuais, passando por punks, góticos, “alternativos” e fãs de metal. 

## Integrantes
- Blixa Bargeld (Christian Emmerich), nascido dia 12 de janeiro de 1959, em Berlim,também membro do Bad Seeds, banda de Nick Cave
- N.U. Unruh (Andrew Chudy, nascido dia 9 de junho de 1957, em Nova Iorque)
- Gudrun Gut
- Beate Bartel

## Discografia
- Kollaps (re-released incluindo StahlDubVersions) (1981)
- Zeichnungen des Patienten O. T. (1983)
- Halber Mensch (1985)
- Fünf Auf der Nach Oben Offenen Richterskala (1987)
- Haus der Lüge (1989)
- Tabula Rasa (1993)
- Ende Neu (1996)
- Silence Is Sexy (2000)
- Perpetuum Mobile (2004)
- Grundstueck (2005)
- Anarchitektur
- Unglaublicher Lärm
- Alles Wieder Offen (2007)
- Jewels (2009)
- Strategies against Architecture IV (2010)
- Lament (2014)
- Alles in Allem (2020)
- Rampen: apm (alien pop music) (2024)

### EP
- Thirsty Animal, (Einstürzende Neubauten & Lydia Lunch), 1982